# NGC 1469
NGC 1469 في الفهرس العام الجديد، هي مجرة، تقع في كوكبة الزرافة. اكتشفت في 24 فبراير 1886 بواسطة لويس سويفت.

## روابط خارجية
- NGC 1469 على موقع ويكي سكاي: DSS2, SDSS, GALEX, IRAS, Hydrogen α, X-Ray, Astrophoto, Sky Map, Articles and images